# Suzanna Hamilton
Suzanna Hamilton, född 8 februari 1960 i London, är en brittisk skådespelare.
Bland hennes mest kända roller är Julia i filmen 1984. Hon gör även en roll i Livsfarligt dubbelspel, som visades i SVT 1990 och 1991.